# Sandema
Sandema là thủ phủ quận Builsa Bắc, một đơn vị hành chính thuộc vùng Thượng Đông, Ghana.

## Kinh tế
Ngân hàng Cộng đồng Builsa (BUCO) có một chi nhánh tại thị trấn Sandema và được người dân trong vùng sử dụng thường xuyên.

## Giao thông
Sandema được nối liền với các đô thị Fian, Navrongo và Wa bằng đường cao tốc.